# Bobsleigh als Jocs Olímpics d'Hivern de 1956
Als Jocs Olímpics d'Hivern de 1956 celebrats a la ciutat de Cortina d'Ampezzo (Itàlia) es disputaren dues proves de bobsleigh, ambdues en categoria masculina. Es realitzà una prova de bobs a 2 entre els dies 27 i 28 de gener i una altra de bobs a 4 entre els dies 3 i 4 de febrer de 1956 a la pista Lo Stadio della neve.

## Resum de medalles
| Prova            | Or                                                                            | Argent                                                                             | Bronze                                                                         |
| Bobs a 2 detalls | Itàlia · Itàlia ILamberto Dalla Costa · Giacomo Conti                         | Itàlia · Itàlia IIEugenio Monti · Renzo Alvera                                     | Suïssa · Suïssa IMax Angst · Harry Warburton                                   |
| Bobs a 4 detalls | Suïssa · Suïssa IFranz Kapus · Gottfried Diener · Robert Alt · Heinrich Angst | Itàlia · Itàlia IIEugenio Monti · Ulrico Girardi · Renzo Alvera · Renato Mocellini | Estats Units · USA IArthur Tyler · William Dodge · Charles Butler · James Lamy |

## Medaller
| Posició | País         | Or | Argent | Bronze | Total |
| 1       | Itàlia       | 1  | 2      | 0      | 3     |
| 2       | Suïssa       | 1  | 0      | 1      | 2     |
| 3       | Estats Units | 0  | 0      | 1      | 1     |